# Григор Антонов
Григор Антонов е български драматург. Директор е на Драматично-кукленият театър“ Константин Величков“ в Пазарджик.

## Биография
Григор Антонов е роден на 8 юли 1972 г. в София. Син е на бившия шеф на баретите и Националната служба за сигурност Арлин Антонов.
Завършва театрална режисура в класа на Иван Добчев в НАТФИЗ през 2004 г., когато се дипломира със спектакъла си „БИФЕМ“ в Сатиричния театър. Поставял е още няколко постановки като „Чичовци“, „Вампир“ и „Фантомни болки“, както и много други и има солиден опит като режисьор. Номиниран е за „Аскеер“ през 2017 г. за режисура за постановката си „Вуйчо Ваньо“ в столичния театър „Възраждане“.

## Личен живот
Женен е за актрисата Александра Василева, с която имат дъщеря Арлина. Василева е известна с ролята на украинката Алеся в сериала „Седем часа разлика“.